# Costa de Nimes
La Costa de Nimes (en occità Costiera/-èra/-èira de Nimes; en francès Costières) és un Parçan o comarca d'Occitània situada al Llenguadoc. La seva vila principal és Nimes. També és considerada una regió natural de França.
Segons la proposta de divisió territorial d'Occitània del diari Jornalet, basada en l'obra de Frederic Zégierman Le Guide des pays de France, la Costa de Nimes estaria ubicada a la regió del Llenguadoc, subregió del Baix Llenguadoc.
Oficialment, les comunes de la Costa de Nimes estan adscrites administrativament i situades al centre-sud del departament francès del Gard.
Tot i que el parçan està històricament situat al Llenguadoc, presenta influències provençals en la dialectalització més perceptible i accentuada a les localitats més properes al Roine.